# Shoal Creek Drive
Shoal Creek Drive – wieś w Stanach Zjednoczonych, w stanie Missouri, w hrabstwie Newton.